# Rhinognophos
Rhinognophos là một chi bướm đêm thuộc họ Geometridae.